# The Fighting Temptations
The Fighting Temptations is een Amerikaanse speelfilm uit 2003 onder regie van Jonathan Lynn.

## Verhaal
Het verhaal gaat over de cynische zakenman Darrin. Hij komt in het bezit van een reusachtige erfenis, op één voorwaarde: hij moet het gospelkoor dirigeren, meedoen aan de jaarlijkse wedstrijd (de "Gospel Explosion") en de hoofdprijs van 10.000 dollar in de wacht slepen. Hij probeert om de lokaal erg populaire nachtclubzangeres Lilly in het koor te krijgen, zodat hij meer kans op succes heeft.

## Rolverdeling
- Cuba Gooding jr. - Darrin Hill
- Beyoncé Knowles - Lilly
- Wendell Pierce - Reverend Lewis
- Angie Stone - Alma
- Daphne Duplaix - Tiffany
- Lou Myers - Homer